# صحافة الهاتف المحمول

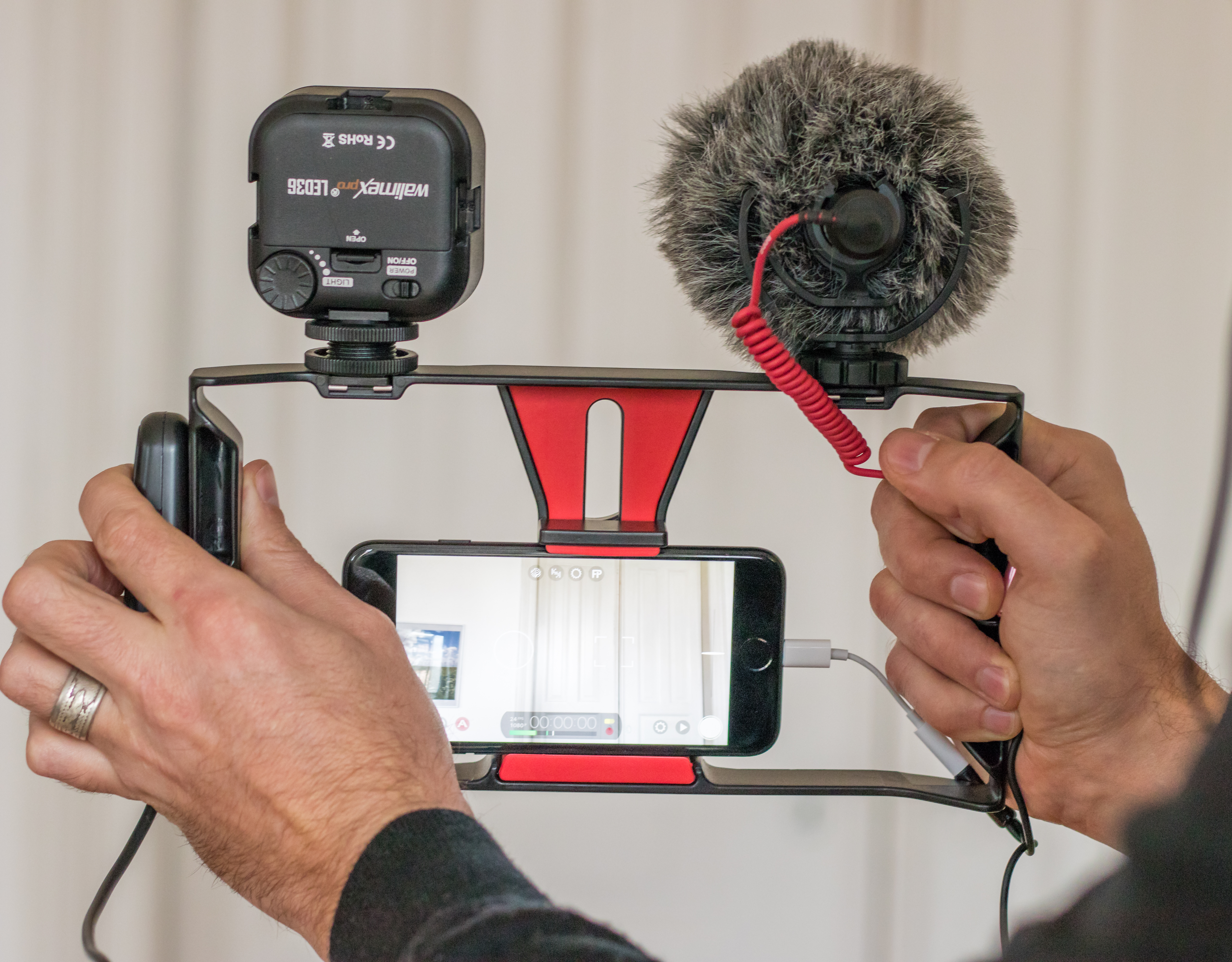

صحافة الهاتف المحمول هي شكل من أشكال الإعلام الجديد الناشئة الخاصة بسرد القصص حيث يستخدم الصحفيون الهواتف الذكية وأجهزة الحاسوب اللوحي من أجل جمع الأخبار وتحريرها وتوزيعها.
صحفي الهاتف المحمول هو مراسل صحفي موظف أو عامل حر بالقطعة يقوم بكتابة قصص من مجتمعه باستخدام الأدوات التقنية مثل الكاميرات الرقمية وكاميرات الفيديو أو أجهزة الحاسوب المحمولة المزودة باتصال لاسلكي واسع النطاق أو الهواتف الذكية.
يستخدم مصطلح موجو (اختصار mobile journalism) منذ عام 2005. وكانت نشأته في الصحافة الإخبارية في فورت مايرز (فلوريدا) ويستخدم هذا المصطلح حاليا في سلسلة صحف جانيت بالكامل في الولايات المتحدة.